# Кочубей, Виктор Викторович
Кочубей Виктор Викторович (13 [25] июня 1893, Санкт-Петербург — 20 ноября 1953, Ипсуич, Массачусетс) — князь, инженер-экономист, офицер Русской армии, участник Первой мировой войны, масон, меценат, участник Второй мировой войны, капитан ВВС США, участник операции «Фрэнтик», один из начальников единственной военной базы США на территории СССР.

## Биография
Родился 13 июня (25 июня по новому стилю) 1893 году в Санкт-Петербурге в семейном особняке на Фурштатской улице, в знаменитой, одной из самых богатых семей России. Отец — князь, Виктор Сергеевич Кочубей, был адъютантом и близким другом Николая II. Мать — Елена Константиновна Кочубей (урождённая Белосельская-Белозерская) с 19 лет была фрейлиной Императрицы Александры Фёдоровны. Семья проводила много времени в родовом поместье Кочубеев в Диканьке под Полтавой, что впоследствии сыграло существенную роль в судьбе Виктора Викторовича.
В 1916 году после окончания экономического отделения Петроградского политехнического института инженер-экономист Виктор Кочубей окончил ускоренный курс офицерского училища Пажеского корпуса. Произведён в прапорщики. Служил в Кавалергардском полку Её Императорского Высочества Императрицы Марии Фёдоровны. Участник Первой мировой войны. В 1917 году прапорщик В. В. Кочубей откомандирован в Русскую военную миссию в Париже. В Гражданской войне в России Виктор Кочубей не участвовал.
В 1918 году Кочубей переезжает в США, и полгода работает на фабрике простым рабочим. В 1919 году — возвращается в Париж. Несколько лет работает Секретарём Русского бюро по занятости. Одновременно руководит мебельным производством, основанным этим Бюро под Парижем в Сюрэне. Входит в Ассоциацию выпускников Пажеского корпуса, становится членом-основателем масонских лож «Золотое руно» и «Северное сияние» № 523.
В 1930-е годы Кочубей перебирается в США и работает в Иллинойсе представителем компании по добыче нефти «Реда» (основанной выходцем из России инженером А.С Арутюновым). Много занимается благотворительностью в Чикагском Комитете помощи русским военным, становится одним из спонсоров и организатором исполнения в США 7-й «Ленинградской» симфонии Д. Д. Шостаковича в июле 1942 года под управлением великого дирижера А. Тосканини.
В конце 1943 года 50-ти летнему Виктору Кочубею, неожиданно для себя, вновь пришлось надеть погоны. Он становится капитаном Военно-Воздушных Сил США. На знаменитой Тегеранской конференции президент США Франклин Рузвельт обратился к И. В. Сталину с предложением о создании на территории СССР аэродромов и размещение соответствующего воинского контингента ВВС США для осуществления боевых и разведывательных вылетов. Американские бомбардировщики, взлетавшие с аэродромов в Великобритании и юге Италии не могли добираться до целей в восточной Германии и её союзников и возвращаться на свои базы. Нужны были аэродромы на территории Советского Союза, где авиация союзников могла совершать посадку для дозаправки горючим и пополнения боекомплекта. Сталин на подобную операцию дал согласие. В качестве места дислокации такой базы была выбрана Полтава. Американцы приступили к формированию контингента, необходимы были военные, знакомые с данной местностью. Вот тут и был востребован уроженец Полтавы, офицер русской армии, имеющий боевой опыт Первой мировой войны — инженер Виктор Викторович Кочубей.
В. В. Кочубей прибыл в Полтаву в первой группе американского персонала. Его кандидатура была согласована с советской стороной — видимо сыграло свою роль то обстоятельство, что князь Кочубей не принимал участие в Белом движении и не считался эмигрантом. При его непосредственным участии были определены места (под Полтавой, Пирятином, Миргородом) и подготовлены три аэродрома базирования самолётов, помещения для контингента, решены вопросы коммуникации с местным населением. Единственная в истории Военная база США на территории СССР функционировала с июня по сентябрь 1944 года. За это время с аэродромов базы были осуществлены сотни боевых вылетов тяжелых бомбардировщиков на объекты в Германии и её союзников. Осенью 1944 года Красная Армия продвинулась далеко на Запад и необходимость в дозаправке американских самолётов на территории Советского союза отпала. Так завершилась операция «Фрэнтик» («Неистовый»), малоизвестный эпизод союзничества великих держав.
После войны Виктор Викторович Кочубей жил в США, владел гостиницей (существующей до сих пор) под Нью-Йорком. Принимал активное участие в деятельности «Объединения С-Петербургских политехников» .
Умер В. В. Кочубей 20. ноября 1953 года. Похоронен на кладбище монастыря Новая Коренная пустынь, Махопак, Нью-Йорк, США